# Microcyclops microsetus
Microcyclops microsetus – gatunek widłonoga z rodziny Cyclopidae. Nazwa naukowa tego gatunku skorupiaków została opublikowana w 1983 roku przez amerykańskiego biologa Harry'ego Claya Yeatmana.